# Suctobelbella reticulatoides
Suctobelbella reticulatoides är en kvalsterart som beskrevs av Chinone 2003. Suctobelbella reticulatoides ingår i släktet Suctobelbella och familjen Suctobelbidae. Inga underarter finns listade i Catalogue of Life.